# Ephraim (Utah)
Ephraim – miasto w Stanach Zjednoczonych, w stanie Utah, w hrabstwie Sanpete.